# Saint-Félicien

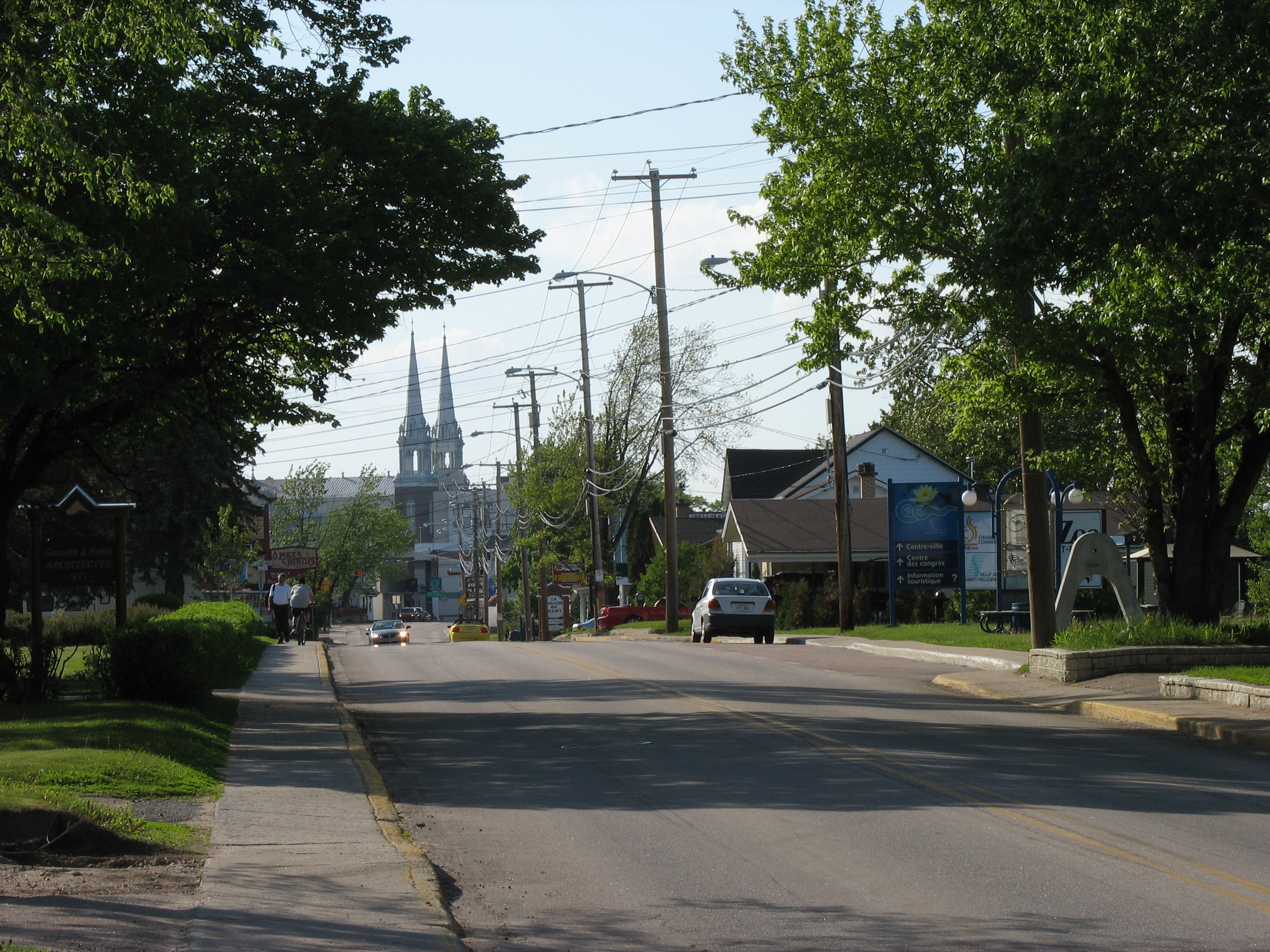
Boulevard Sacré-Coeur in Saint-Félicien (Juni 2008)

Saint-Félicien ist eine Stadt (Ville)  in der MRC Le Domaine-du-Roy der kanadischen Provinz Québec.
Saint-Félicien liegt am Ufer des Rivière Ashuapmushuan etwa 8 km westlich des Lac Saint-Jean. Die Stadt geht auf eine Siedlung aus dem Jahr 1882 zurück.
Der Zoo Sauvage de Saint-Félicien ist für seine Sammlung von Tierarten des Borealen Nadelwalds bekannt.

## Persönlichkeiten
- Paul-Marie Lapointe (1929–2011), Dichter
- François Girard (* 1963), Regisseur und Drehbuchautor
- Kasandra Bradette (* 1989), Shorttrackerin